# Paul Hensel (Politiker, 1867)

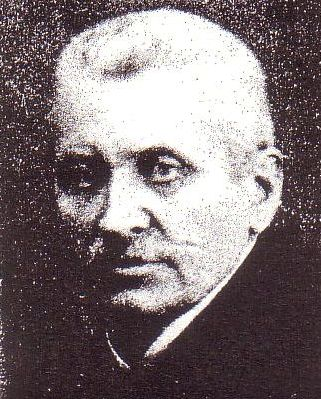
Paul Hensel, vor 1929

Paul Hensel (* 3. Oktober 1867 in Gehsen, Kreis Johannisburg, Ostpreußen; † 8. Januar 1944 in Kolberg, Pommern) war ein deutscher Pfarrer. Historische Bedeutung gewann er nach dem Ersten Weltkrieg als Vorkämpfer für den Verbleib Masurens in Ostpreußen.

## Leben
Hensel besuchte das Kgl. Gymnasium Lyck. Nach dem Abitur begann er im Sommersemester 1886 an der Albertus-Universität Königsberg evangelische Theologie zu studieren. Wie viele Abiturienten seiner Schule schloss er sich dem Corps Masovia an. Nach dem Abschluss seines Studiums in Berlin war er Pfarrer in den masurischen Gemeinden Friedrichshof (1891 bis 1893) und Gehsen (1893 bis 1907). Ein halbes Jahr betreute er die evangelische Gemeinde in Sanremo. Im heimatlichen Johannisburg (polnisch Pisz) war er von 1916 bis 1929 an der Kirche St. Johannes der Täufer Superintendent. Seit 1891 engagierte er sich im Genossenschaftswesen. Von 1920 bis 1924 war er Aufsichtsratsmitglied der Landwirtschaftlichen Zentraldarlehnskasse in Berlin.

### Abgeordneter
Für die Konservative Partei (Preußen) saß er von 1913 bis 1918 im Preußischen Abgeordnetenhaus. Vorgeschlagen von der DNVP für den Wahlkreis Allenstein 3 (Oletzko–Lyck–Johannisburg), saß er von März 1921 bis Mai 1928 im Reichstag (Weimarer Republik). Er arbeitete in den Ausschüssen Bildungswesen, Recht und Beamtenangelegenheiten.

### Sachwalter Masurens
Hensel war der Erste, der sich nach dem Ersten Weltkrieg für den Verbleib Masurens bei Ostpreußen und damit beim Deutschen Reich einsetzte. Als Johannisburger Superintendent reiste er im März 1919 mit 144.447 Unterschriften zum Alliierten Obersten Kriegsrat in Paris, um gegen jegliche Form einer Abtretung Masurens zu protestieren. Am 22. März 1919 rief Hensel zur Gründung des Masurenbundes auf. Drei Tage später wurde in Allenstein der Arbeitsausschuß Allenstein gegen die Polengefahr gegründet. Aus beiden Verbänden entstand am 14. Juli 1919 der Masuren- und Ermländerbund unter der Leitung von Max Worgitzki. Zur selben Zeit wurde der Ostdeutsche Heimatdienst mit vier weitgehend selbständigen Geschäftsstellen in Königsberg, Tilsit, Allenstein und Marienwerder gegründet. Außer Max Worgitzki und Paul Hensel waren es vor allem Paul Marks und Kurt Thiel in Allenstein und Richard Götz in Marienburg, die die Abstimmung vorbereiteten. Als die Masuren und die Westpreußen 1920 im Abstimmungsgebiet Allenstein darüber abstimmen sollten, ob sie zu Polen oder Deutschland gehören wollten, leitete Hensel den Ausschuss der evangelischen Kirchengemeinden in Masuren. Entschieden setzte er sich gegen den Anschluss an Polen ein. Zum 100. Stiftungsfest seines Corps schrieb er das Lied „Weiht in frohem Festesjubel / neu Masovia Euer Lied“, das nach der Melodie des Deutschlandliedes gesungen wurde.

## Siehe auch

Hensel als aktiver Masure

## Ehrungen
Unvollständige Liste
- Ehrenmünze für kirchliche Verdienste (1930)[8]

## Schriften
- Die evangelischen Masuren in ihrer kirchlichen und nationalen Eigenart. Ein kirchengeschichtlicher Beitrag zur Frage der katholisch-polnischen Propaganda in Masuren. Königsberg 1908 (Schriften der Synodalkommission für osteuropäische Kirchengeschichte, Heft 4).
- Die Polengefahr für die masurische Bevölkerung. Berlin 1911.